# Elecciones presidenciales de Georgia de 2013
Las elecciones presidenciales de Georgia de 2013 se llevaron a cabo el 27 de octubre en esta república caucásica.
Los dos principales contendientes son David Bakradze, candidato del partido del actual presidente Mikhail Saakashvili, y Giorgi Margvelashvili, candidato del partido del primer ministro y multimillonario Bidzina Ivanishvili.

## Anteriores elecciones
Las elecciones de 2008 se celebraron de manera adelantada, concretamente el día 5 de enero debido a que el presidente Mikhail Saakashvili así lo decidió por la situación reinante en toda Georgia debido a la crisis económica y medioambiental de noviembre de 2007 y tras las manifestaciones de protesta en noviembre de 2007. Las elecciones se tendrían que haber celebrado originalmente en agosto de 2008.
Saakashvili fue declarado ganador por mayoría absoluta, aunque la oposición no dudó en lanzar acusaciones de fraude electoral. Sin embargo los observadores internacionales dieron el visto bueno a las elecciones. Este sería su segundo y último mandato presidencial, ya que no se presenta a las elecciones de 2013, pues la constitución georgiana no lo permite (si es consecutiva).
Tras la elección de un nuevo presidente en 2013, una serie de enmiendas constitucionales aprobadas en el Parlamento de Georgia desde 2010 hasta 2013 entrarán en vigor. Las modificaciones contemplan la reducción significativa de los poderes del presidente en favor del primer ministro.

## Situación política en Georgia
La situación política de Georgia no estaba muy calmada entre oposición y gobierno, y para más inri, las acciones de Saakashvili contra la región separatista prorrusa de Osetia del Sur provocaron la conocida como guerra de Osetia del Sur de 2008.
Después de aquello el gobierno perdió bastante apoyo durante un largo periodo de tiempo, aunque todavía están confiados para estas elecciones.
En la edición de octubre de 2012 de la elección parlamentaria , el exgobernante del partido Movimiento Nacional Unido perdió el poder frente a la coalición Sueño Georgiano encabezada por Bidzina Ivanishvili, quien se convirtió en el nuevo primer ministro.
Los candidatos a las primarias presidenciales de UNM, anunciada en junio de 2013 , se encontraban el expresidente del Parlamento, Davit Bakradze, veterano legislador y exministro del gabinete Giorgi Baramidze, Shota Malashkhia y Zurab Yaparidze. Todas las primarias han sido ganados por Davit Bakradze que se anunció como candidato a la presidencia.

### Encuestas
La primera encuesta de opinión a finales de septiembre después de que todos los candidatos fueron nominados Margvelashvili coloca en primer lugar con el 39% de los posibles votantes y Bakradze segundo lugar con 18 %. Ningún otro candidato obtuvo más apoyo de 10%.